# Син Чорного Орла
«Син Чорного Орла» («Il figlio di Aquila Nera») — італійський пригодницько-історичний кінофільм 1968 року, знятий режисером Ґвідо Малатестою на кіностудії «Romana Film».

## Сюжет
Російська Імперія часів царювання Олександра ІІ-го. Після того, як на Кавказі пригнічене повстання, очолюване козаком ім'я Чорний Орел, який до цього переховувався, до Петербурга дійшли чутки, що в околицях Тифліса з'явився розбійник, який видає себе за сина легендарного бунтаря. Усунути нові заворушення відправлено генералом Волконським, призначеним губернатором Кавказу. Разом із собою він везе свою наречену Наташу, яка таємно закохана у блискучого кавалера Олексія Андрійовича, не підозрюючи, що під його виглядом ховається гордий борець за незалежність корінних мешканців Кавказьких гір, відважних «козаків».

## У ролях
- Дік Палмер: Олексій Андрійович
- Едвіж Фенек: Наташа
- Френк Рессель: генерал Волконський
- Інгрід Шеллер: Дезіре
- Ендрю Рей: Курбан
- Айві Гольцер: Тамара
- Массімо Кароччі: майор Бенекін
- Лоріс Гіцці: Прокопович
- Тулліо Альтамура: капітан Романов
- Сільвана Вентуреллі: Маріка
- Розанна Кйокка: роль другого плану
- П'єтро Торді: Ваня
- Лучано Катеначчі: офіцер з Волконським
- Уго Адінольфі: офіцер
- Гуалтьєро Існенгі:
- Валентино Маккі: офіцер
- Франко Паскетто: Василь

## Знімальна група
- Режисер: Ґвідо Малатеста
- Ідея: Умберто Ленці
- Сценарій: Джанфранко Клерічі, Ґвідо Малатеста, П'єро П'єротті
- Продюсер: Фортунато Мізіано
- Оператор: Августо Тьєцці
- Монтаж: Джоланда Бенвенуті
- Композитор: Анджело Франческо Лаваньїно
- Художник: П'єр Вітторіо Марчі
- Костюми: Вальтер Патріарка